# Лев Фока (стратег Антіохії)
Лев Фока (*Λέων ὁ Φωκᾶς, д/н — після 990) — політичний та військовий діяч Візантійської імперії.

## Життєпис
Походив з аристократичного роду Фок. Старший син Барди Фоки Молодшого, доместіка схол Сходу. Про дату народження нічого невідомо. Замолоду брав участь у походах свого батька. Вперше згадується у 970 році, коли підтримав повстання Барди Фоки проти імператора Іоанна I. Після поразки заколотників Льва разом з родиною було заслано на острів Хіос.
У 978 році Льва разом з батьком Бардою звільнено. Його було призначено стратегом феми Харсіан. Брав участь у придушенні заколоту Барди Скліра, якого було переможено 979 року. В подальшому був учасником походів проти Хамданідів. Того ж року призначено стратегом феми Антіохія.
Підтримав повстання батька у 987 році проти імператора Василя II. Проте не брав участь у поході на Константинополь, забезпечував захист південних кордонів імперії. Після поразки й загибелі барди Фоки у битві при Абідосі у 989 році підтримав повстання Барди Скліра. Але невдовзі той разом з братом Лева — Никифором здався імператорові. Але Лев Фока чинив спротив до 990 року, коли зрештою зазнав поразки й був схоплений магістром Михайлом Буцесом.
Льва Фоку було заслано до Дорілейона. Подальша доля невідома.